# روي روبرتس (موسيقي)
روي روبرتس (بالإنجليزية: Roy Roberts)‏ هو موسيقي ومنتج أسطوانات وملحن أمريكي، ولد في 22 فبراير 1943.

## وصلات خارجية
- روي روبرتس على موقع ميوزك برينز (الإنجليزية)
- روي روبرتس على موقع ديسكوغز (الإنجليزية)